# Pedro Barbosa
Pour les articles homonymes, voir Barbosa.
Pedro Barbosa, de son nom complet Pedro Alexandre dos Santos Barbosa, est un footballeur international portugais né le 6 août 1970 à Gondomar. 
Il évoluait au poste de Ailier droit.

## Biographie
Pedro Barbosa joue principalement en faveur du Vitória Guimarães et du Sporting Portugal.
Au cours de sa carrière, il joue un total de 366 matchs en première division portugaise et inscrit 61 buts dans ce championnat. 
International portugais (22 sélections), il participe à l'Euro 1996 puis à la Coupe du monde 2002 avec le Portugal.

## Carrière
- 1989-1991 :  SC Freamunde
- 1991-1995 :  Vitória Guimarães
- 1995-2005 :  Sporting Portugal[1],[2]

## Palmarès
- Champion du Portugal en 2000 et 2002 avec le Sporting Portugal
- Vainqueur de la Coupe du Portugal en 2002 avec le Sporting Portugal
- Vainqueur de la Supercoupe du Portugal en 1996, 2001 et 2002 avec le Sporting Portugal

## Statistiques

### En club
- 10 matchs et 0 but en Ligue des Champions
- 29 matchs et 2 buts en Coupe de l'UEFA
- 4 matchs et 3 buts en Coupe des Vainqueurs de Coupes
- 366 matchs et 61 buts en 1re division portugaise
- 52 matchs et 9 buts en 2e division portugaise

### En sélection
- 22 sélections et 5 buts en équipe du Portugal entre 1992 et 2002
- 1 sélection et 0 but en équipe du Portugal des moins de 21 ans
- 8 sélections et 2 buts en équipe du Portugal des moins de 16 ans